# 一国一城令

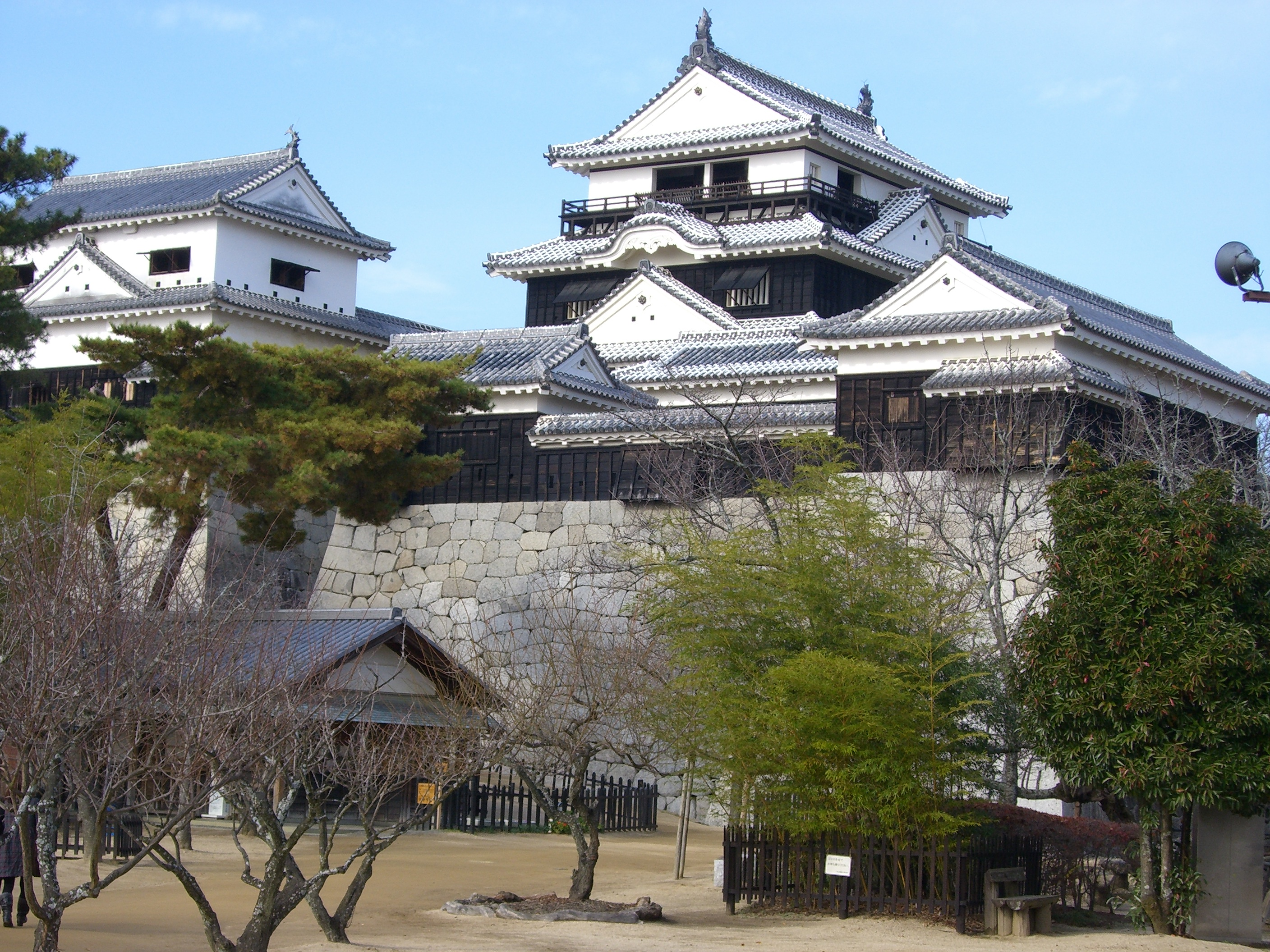
伊予国　松山城本壇（天守丸）

一国一城令（いっこくいちじょうれい）は、慶長20年閏6月13日（1615年8月7日）に江戸幕府が制定した法令である。諸大名に対し、居城以外のすべての城の破却を命じたもの。

## 概要
土井利勝、安藤重信、酒井忠世の連判の元、徳川秀忠が発令したが、法令の立案者は大御所徳川家康であった。
内容は、一国に大名が居住あるいは政庁とする一つの城郭を残して、その他の城はすべて廃城にするというものである。この場合の「一国」は、「令制国」と「大名の領国」の両方の意味を持っている。
- 一つの令制国を複数の大名で分割して領有している場合は、各大名ごとに一城
  - 例:伊予国の大洲城（藤堂氏→脇坂氏→加藤氏）、松山城（加藤氏→蒲生氏→久松松平氏）、宇和島城（伊達氏）
- 一つの大名家が複数の令制国に跨がって領有している場合は、各令制国ごとに一城
  - 例:藤堂家の安濃津城（伊勢国）と上野城（伊賀国）

目的は大名、とくに西国諸大名の軍事力を削減するためであり、数日のうちに約400の城が壊されたという。発令されたのは大坂夏の陣（1615年5月）のすぐ後であり、幕府に対する反乱はもちろん、大名同士の戦争も封じるためのものである。

## 諸藩の対応
この法制に各大名はそれぞれに対応し、分家統制の目的で積極的に動いた藩や、領地替えで移転した先に城が無かったため新築せねばならず困窮した藩、一部の城を破却せず密かに維持した藩など様々である。

### 毛利氏の事例
毛利氏（萩藩）は、周防国、長門国の二令制国で一城というかたちになった。
毛利家では長門国の萩城を残して岩国城などを破却し幕府に報告したが、幕府の反応は「毛利家は周防国、長門国の二国だから周防国の岩国城まで破却する必要はなかった筈」というものであった。幕府への遠慮や毛利家内部の支藩統制上の思惑もあり、先走って破却が行われたと考えられている。

### 鍋島氏の事例
鍋島氏（佐賀藩）は、肥前国（大半）の一令制国で一城というかたちになった。
五州二島の大守と呼ばれた龍造寺氏は、肥前国にも多数の城を持ったが、鍋島氏は佐賀城を残して全て破却した。毛利家同様、支藩統制上の思惑もあり積極的に行なったとされ、三支藩の城主格昇進を妨害して騒動も起きている。
蓮池藩と小城藩は無城（佐賀城内に居住、のち陣屋）だが、鹿島藩は鹿島陣屋（鹿島館）を政庁とした。

### 池田（岡山）氏の事例
岡山池田家（岡山藩）は、備前国、備中国（一部）の二令制国で一城というかたちになった。
姫路藩の時代には、播磨国に姫路城のほかに赤穂城（加里屋城）を持つ（のちに池田・浅野の二度の改易で森氏が所有する）が、岡山城で執政代行を務めた利隆が備前国の諸城を破却した。光政が姫路から鳥取を経て岡山に戻ると、領内に残されたのは岡山城のみであった。分家の生坂藩や岡山新田藩は無城（藩主は岡山城下に居住）、山崎藩（児島藩の時期は無城）は陣屋大名である。
また、光政以前に鳥取を領した別家（池田長吉）は備中松山に移されたが、長常の代で改易となり（旗本として家系は残る）、備中国の備中松山城を失った。

### 黒田氏の事例
黒田氏は福岡城のほか、不仲の細川氏に備え、国境に六端城（益増城、鷹取城、左右良城、黒崎城、若松城、小石原城）があったが、全て破却した。秋月藩は城主格、直方藩は無城（のち無嗣除封で福岡藩に還付される）大名である。

### 島津氏の事例
島津氏（鹿児島藩）は、鹿児島城（鶴丸城）以外の城は全て破却し、それに代わるものとして島津家独特の軍事・行政制度である外城（これに対し鶴丸城およびその城下を内城と呼ぶ）に「麓」を置いた。麓には「御仮屋」「地頭仮屋」といわれる在地役所を中心に、その周囲に地頭の配下である郷士屋敷の集落が形成された。

### 山内氏の事例
山内氏（高知藩）は、土佐国内にあった長宗我部氏や土佐七雄（七人守護）の城を全て破却し、高知城のみ残した。七雄の香宗我部氏や安芸氏の城を破却した跡には代わって「土居」と称する安芸（安喜）土居などの重臣屋敷や代官所を置き、遺民である一領具足の反乱を封じた。上士は高知城下に集中させ、郷士は在郷に分散させて土居の監視下に置く高知藩独自の封建体制を執った。

### 井伊氏の事例
井伊氏は一城令の前に、彦根城を築くにあたり佐和山城はじめ近江の諸城を破却している。結果として彦根城しか残らず、大老も出す譜代筆頭の井伊氏が諸大名に一城令を守る手本を示した格好になった。筆頭家老・木俣家は1万石を領しているが、陣屋を持たなかったため、月の大半を彦根城の西の丸三重櫓で執務を行っていた。

### 尾張徳川氏の事例
尾張徳川氏（名古屋藩）は、尾張国、美濃国（一部）、三河国（給人地）、信濃国（木曽）の四令制国で一城というかたちになった。
一城令に先立ち清洲越しが行われた際に、清須城も破却された他に尾張国内の諸城も壊され（名古屋城築城の際の資材として利用されたものもある）、尾張藩は名古屋城のみとなった。
附家老の成瀬氏（犬山藩）は犬山城を持つが、独立色が強く幕閣と直接交渉する等で尾張藩と何度も対立した。さらに犬山藩3万5000石は尾張藩の石高とは別であること、尾張藩には移封・加増・叙任の権限が無い事、2004年まで成瀬氏が個人所有したことから、名古屋藩の支城とは言い難い面もある。
また、のちに名古屋藩連枝が陸奥国梁川に入ったが、定府大名とされた事から、上杉氏重臣（須田氏）が保持していた伊達郡の梁川城が一部を残し破却され、家老の陣屋が置かれた。

### 会津松平氏の事例
蒲生氏（会津藩）は家康の娘婿である事もあって、若松城の他に越後国東蒲原に津川城、陸奥国（岩代国）に二本松城、陸奥国（磐城国）に白河小峰城という具合に、旧領主・上杉氏の諸城を保有し続けた。加藤（嘉明）氏は蒲生氏より所領が小さく津川城を失い、保科氏はさらに小さくなったので若松城と猪苗代城のみとなった。
会津松平（保科）氏は松平に改姓後に預かり地5万石余を得て藩域が陸奥国と越後国に跨るが、津川城を再築城することは出来なかった。また、築城途中だった神指城は建物を会津若松城に一部移して破却されたが、上杉景勝が会津若松城に抱いた地政学上の懸念も会津戦争で試される結果となった。

### 堀尾氏の事例
堀尾氏（松江藩）は、出雲国、隠岐国の二令制国で一城というかたちになった。
堀尾忠晴は松江城を残し、出雲国の月山富田城（尼子氏の居城）、隠岐氏の居城だった隠岐国にある島後の国府尾城（甲ノ尾城）、島前の美田城などを破却した。また自領以外にも、寛永9年（1632年）、幕府により丹波亀山城を破却するように命じられるが、間違って伊勢亀山城を解体してしまった。 のちに偶然ではあるが、堀尾氏の子孫である石川憲之が伊勢亀山藩に入る。

### 松浦氏の事例
松浦氏（平戸藩）は、壱岐国、肥前国（一部）の二令制国で一城というかたちになった。
平戸氏（峯氏）は壱岐守護代の志佐氏に取って代わった波多氏の騒動に介入し、壱岐国を支配した（のちに志佐氏を旧主筋として家名を残し、娘を嫁がせるなどした）。北松浦郡と壱岐を持ち松浦党最大の勢力となった事から松浦氏を名乗る。
一城令より前に肥前国の平戸城、および壱岐国の勝本城ほかの諸城を破却しており、一国以上を持ちながら陣屋大名となった。元禄16年（1703年）に平戸城の再築が許可されるが、江戸時代中期に築城が裁可されたのは異例である。

### 赤松有馬氏の事例
筑後一国を持つ32万石余の田中氏（柳川藩）は、柳川城を残して筑後国の全ての城を破却した。田中氏の無嗣改易後の柳川には立花氏が11万石余で入り、残り21万石には赤松有馬氏が入った。久留米城は破却されており久留米藩は21万石でありながら無城となった。有馬氏には久留米城の再建築が許可されたが、元禄4年（1691年）4代頼元の代になって漸く完成を見る。

### 生駒氏の事例
讃岐一国を持つ生駒氏（高松藩）は、高松城を残して讃岐国の全ての城を破却したと報告した。ところが、生駒騒動が起こり生駒氏が出羽国矢島藩1万石に転封された後に、丸亀城を樹木で覆い隠し立ち入りを厳しく制限し、実は破却していなかった事が露見した。その後、生駒氏は大名の地位を失い8000石の交代寄合となる（戊辰戦争後に15,200石で再立藩）。

### 京極氏（丹後）の事例
丹後一国を持つ京極氏（丹後藩）は、宮津城を残して田辺城や吉原山城などの丹後国の全ての城を破却したと報告した。のちに京極家は分割され分家により田辺城は再建され、吉原山城山麓には峰山陣屋が置かれた。

## 例外
この法制は画一的に実施されたわけではなく、大藩では大身の一門や家臣が実質上の城を持ち、現実には複数の城を維持している例も見られ、かなり弾力的に運用された。特に藩域が広く、実高の多い奥羽・北陸の大名にこの傾向がみられる。

### 前田氏の事例
前田氏（金沢藩）は、加賀国、能登国、越中国の三令制国で二城というかたちになった。
最初は加賀国に金沢城、能登国に小丸山城、越中国（一城令以前に、幕府から越中国を返上すべしとの要求があったが、筆頭家老の本多政重（直江勝吉）が尽力して回避している）に富山城（のちに高岡城）があったが、この令により金沢城のみをのこして取り壊された。しかし徳川将軍家に親しく加賀百万石の封土を任されていた前田利常は、特別に幕府より許され、加賀国に小松城を築き、利常没後も高岡城のように取り壊されることなく幕末まで続いた。
小松城は金沢城の約二倍の城域を持つ巨大な城で、他大名の第二の城とは一線を画し加賀百万石前田家の威勢をいかんなく示した。

### 池田（鳥取）氏の事例
鳥取池田家（鳥取藩）は、因幡国、伯耆国の二令制国で三城というかたちになった。
鳥取城、米子城、倉吉城（陣屋扱）。鳥取池田家は将軍家の親戚でもあることから信用が絶大であり、毛利家への備えの点から三城を許されたものと考えられている。他にも黒坂藩の関一政が改易になった後、その居城であった黒坂城も陣屋として重臣を配している。

### 紀伊徳川家の事例
紀州藩は、紀伊、伊勢の二令制国で五城というかたちになった。
和歌山城、松坂城、田丸城および田辺城・新宮城。御三家のひとつであることから信用が絶大であり、畿内守護、西国諸大名への備えの点から五城を許されたものと考えられている。

### 京極氏（若狭）の事例
当初の小浜藩は、京極氏のもと若狭の一令制国で二城というかたちになった。
後瀬山城（のちに小浜城に移転）が主城となるが若狭西部大飯郡の高浜城の存続も認められた。徳川家の親族であることや戦功を鑑み、畿内守護、良港および海路の警備の点から許されたものと考えられている。京極家が出雲へ転封されると次期領主となった酒井家により高浜城は廃された。

### 長沢松平家の事例
加賀前田氏に次ぐ大藩だった高田城75万石の松平忠輝は、信濃国川中島の海津城に花井氏を入れたほか、越後国の下越にある村上城や新発田城を与力大名の城として保持している。
また、上杉氏・堀氏の中越と北信にある城も複数を破却せずに残しており、のちに松平光長が改易になって、越後と北信濃が小藩に分割統治された折に、長岡城や飯山城が使用されている。一方で糸魚川城（清崎城）は越後騒動で当事者（お為方）である荻田氏の居城だった為か破却されている。
長沢松平家附家老大久保氏は佐渡奉行も務めるが、佐渡国の檀風城や鶴子陣屋（雑太郡）、羽茂城（羽茂郡）を破却し（賀茂郡の新穂城や雑太郡の河原田城は上杉時代に廃城となっている）、新たに築いた相川陣屋で政務を行なった。また自身の領地では、武蔵国の八王子城が既に小田原征伐で落城しており八王子陣屋を構えた。

### 越前松平家の事例
結城秀康（北ノ庄藩）は越前国と下総国結城ほかで67万石を持ったが、松平忠直の代に下総結城を失い、越前周辺のみとなる（結城氏の別家取り立てによる家紋の譲渡と松平に復帰）。北ノ庄城のほか附家老の両本多氏が丸岡城と越前府中城を持ち、それ以外の城を破却した。
忠直の改易後に50万石で入部した松平忠昌が福居（後に福井）城と改め、本多成重が丸岡藩の大名として独立する。本多富正は福井藩の家老となり、府中城の一部を破却、改修して「御館」「御茶屋」と改めたが、実質は天主に相当する二層の櫓のある城である。
福井藩はその後も騒動が頻発して、さらに25万石になり越前一円領有ではなくなった。領地宛行状が国名の「越前少将」から城地名の「福井侍従」になるなど家格が下がったが（幕末に32万石と少将に回復）、福井城と藤垣茶屋（府中城）を維持した。
また越前系の大名たちを総称して「越前松平氏」「越前松平家」と称する場合もあり、雲州松平家の松江城、結城松平家の厩橋城のように一族で複数の城を所有している。

### 佐竹氏の事例
佐竹氏（久保田藩）は、出羽国の一令制国で三城というかたちになった。
久保田城、大館城、横手城。出羽国（および陸奥国）は他の令制国と比べて広大で、佐竹領も出羽国の半国とはいえかなりの面積があるため、また大大名であった佐竹氏を減転封する見返りに、政情が不安定だった地区の持ち城を許したとも言われている。

### 伊達氏の事例
伊達氏（仙台藩）には家臣片倉氏の白石城があった。また、仙台藩ではさらに「要害」などと称して実質上の城を多数維持し続けた（「仙台藩の城砦」を参照）。涌谷要害には今も、天守代わりの二層の隅櫓（太鼓堂）が現存する。内分分知の岩出山伊達家は岩出山要害を持つ万石陪臣である。一方、伊達一門の一関伊達家（絶家後、再興田村氏が入る）は一関要害のち一関陣屋を置いた。

### 上杉氏の事例
上杉氏（米沢藩）は、出羽国置賜郡の米沢城を本拠としたが、陸奥国信夫郡の福島城には本庄氏（時期によっては芋川氏の大森城も使用）、陸奥国伊達郡の梁川城には須田氏を入れて（同郡にある大石氏の保原城も使用 ）信達（しんたつ）両郡を統治させた。1664年（寛文4年）の半知以後も福島城は破却される事なく、天領（約20万石）および堀田氏を経て、1702年（元禄15年）以降も板倉氏の居城として機能した。 一方で梁川城は、梁川藩に入った尾張藩連枝が定府大名とされた事から、櫓や城主館など一部を家老の陣屋として残し、残りの建物を破却した。保原城は寛保2年（1742年）に白河藩の保原陣屋として再建されている。
出羽国置賜郡にあった鮎貝城（下条氏）、荒砥城（泉沢氏）、中山城（横田氏）、小国城（松本氏・西条氏・奈良沢氏）などは、伊達氏が「要害」と称したのと同様に、上杉家では「役屋」と改称して維持し続けた（預かり地の高畠城は例外。城内に織田氏の高畠陣屋あり）。ただし、一城令からも寛文半知からも相当の年数が経過している点から、幕府に遠慮したためではなく、城主の知行や経費削減を目的とした改称の色合いが強い 。
また、館山城は、破却とは逆に石垣が上杉家により新たに築かれた事が近年の発掘で判明した。「打込接（うちこみはぎ）」という1616年以降の積み方になっている。同城は元和偃武以降の幕府提出絵図や藩の記録に「城山」「古城」などと記載があり（寛文半知よりあとも「役屋」でなく「城」と称している）、今後の研究課題とされている。

### 浅野氏の事例
広島藩では福島氏により、安芸国は広島城、備後国は神辺城（村尾城）を残し破却されたが、紀伊から移った浅野氏の所領は、福島氏より狭小なため広島城のみ所有した（神辺城は福山城を築いて移った水野氏により破却される）。
備後国の三原要害（三原城）は、一城令より前に福島正之が追放されてから廃城となっていたが、発令後に福島氏は破却した鞆城の櫓を密かに移築したとも言われる。小早川氏が築いた天主台があったが、浅野氏は福島正則の改易で警戒した点や、備後国内に家康生母に連なる水野氏の福山城があったせいか、実際に天守が建築されたことはない。
筆頭家老の浅野（忠長）家が入り、「要害」（「三原要害」は小早川時代の実際の呼称であり、伊達氏の「要害」改称での継続保持とは異なる）と称するが実質は土塁・櫓・屋敷のある城である。支藩（分家）で大名の三次藩と広島新田藩が陣屋や無城（幕末には吉田陣屋）であることからの遠慮もあるとされる。
支藩（別家）の赤穂藩（笠間藩）は常陸国に笠間城のち播磨国に赤穂城を持ったが、改易となっている。

### 南部氏の事例
遠野保1万石余を領した阿曽沼氏は南部家に降伏、鍋倉城を持つが、阿曽沼一族内訌の後は八戸直義を八戸根城から移して入れ、根城は廃城となった。阿曽沼領を継承した遠野南部氏は万石陪臣であり、鍋倉城の破却はせずに一城令以降もそのまま使用した。幕府および八戸城（八戸根城とは別）を持つ支藩・八戸藩を憚り「館」と改称するも、鍋倉館の城下町は「遠野城下」と呼ばれた。同じく南部に降伏した閉伊氏の田鎖城、南部に滅ぼされた斯波氏の雫石城は、桃山時代に奥州仕置で廃城となっている。稗貫氏の花巻城のみは、北信愛2万石の城ととして存続が許された（のち南部政直が入る）。和賀・稗貫二郡を統括する政治の中心地となった。南部氏は寛永10年（1634年）に藩主の居城を三戸城から盛岡城に移し、三戸城は「館」と改称して奉行が管理したが、貞享年間（1684～88年）に廃城となった。

### 細川氏の事例
この他、熊本藩細川氏家臣松井氏（麦島城→八代城、元は加藤氏の支城）など、大名の家臣でも特に幕府に対して功績があった者の子孫の居城は、例外的に廃城の対象外とされた。熊本藩では、矢部城（愛藤寺城）（山都町愛藤寺）などを破却し、熊本城と麦島城の二城になった。1619年、麦島城は大地震によって崩壊したが、幕府は二城体制の維持を許可し、別の場所に八代城が築かれた。幕府が築城を認めたのは、島津氏に対する備えのためともいわれている。

## 実施の意義
これにより安土桃山時代に3,000近くもあったといわれる城郭が約170まで激減し（陣屋を含めると約300）、結果として家臣団や領民の城下町集住が一層進んだとされている。
大名の勢力（軍事力）を統制して徳川家による全国支配を強化することを目的としており、特に外様大名の多い西国に徹底させた。